# El gran bany
El gran bany (originalment en francès, Le Grand Bain) és una pel·lícula de comèdia dramàtica francesa de 2018 dirigida per Gilles Lellouche. Va ser estrenada al Festival de cinema de Cannes 2018. S'ha doblat i subtitulat al català.

## Argument
Vuit homes de diferents generacions amb problemes de la vida (depressió, fracàs professional o familiar...) tornaran a la vida invertint en el seu equip de natació sincronitzada. En previsió dels campionats del món organitzats a Noruega, són recolzats per dues entrenadores excampiones, Delphine, alcohòlica, i Amanda, una esportista paraplègica.

## Repartiment
- Guillaume Canet com a Laurent
- Virginie Efira com a Delphine
- Mathieu Amalric com a Bertrand
- Leïla Bekhti com a Amanda
- Benoît Poelvoorde com a Marcus
- Jean-Hugues Anglade com a Simon
- Marina Foïs com a Claire
- Philippe Katerine com a Thierry